# Höchstadt an der Aisch
Höchstadt an der Aisch is een plaats in de Duitse deelstaat Beieren, gelegen in het Landkreis Erlangen-Höchstadt. De stad telt 13.579 inwoners.

## Geografie
Höchstadt an der Aisch heeft een oppervlakte van 70,90 km² en ligt in het zuiden van Duitsland.
Adelsdorf ·
Aurachtal ·
Baiersdorf ·
Bubenreuth ·
Buckenhof ·
Eckental ·
Gremsdorf ·
Großenseebach ·
Hemhofen ·
Heroldsberg ·
Herzogenaurach ·
Heßdorf ·
Höchstadt a.d.Aisch ·
Kalchreuth ·
Lonnerstadt ·
Marloffstein ·
Möhrendorf ·
Mühlhausen ·
Oberreichenbach ·
Röttenbach ·
Spardorf ·
Uttenreuth ·
Vestenbergsgreuth ·
Wachenroth ·
Weisendorf